# Luxemburg op het Eurovisiesongfestival 1984
Luxemburg nam deel aan het Eurovisiesongfestival 1984 in eigen land. Het was de achtentwintigste deelname van het land aan het Eurovisiesongfestival. De zangeres Sophie Carle zong het lied 100% d'Amour.

## Selectieprocedure
Net zoals een jaar eerder, werd in 1984 gekozen voor een interne selectie door de nationale omroep.Er werd gekozen voor de zangeres Sophie Carle met het lied 100% d'amour.

## In Luxemburg
Op het songfestival trad Luxemburg als 2de aan, na Zweden en voor Frankrijk. Op het einde van de puntentelling bleek dat Carle op een tiende plaats was geëindigd met 39 punten. 
Nederland en België gaven geen punten aan deze inzending.

### Gekregen punten

#### Finale
| 12 punten              | 10 punten | 8 punten      | 7 punten          | 6 punten |
| ---------------------- | --------- | ------------- | ----------------- | -------- |
|                        |           | - Joegoslavië | - Cyprus - Spanje |          |
| 5 punten               | 4 punten  | 3 punten      | 2 punten          | 1 punt   |
| - Denemarken - Ierland | - Turkije | - Italië      |                   |          |

### Punten gegeven door Luxemburg

#### Finale
Punten gegeven in de finale:
| 12 punten | België              |
| 10 punten | Italië              |
| 8 punten  | Spanje              |
| 7 punten  | Noorwegen           |
| 6 punten  | Zweden              |
| 5 punten  | Ierland             |
| 4 punten  | Portugal            |
| 3 punten  | Denemarken          |
| 2 punten  | Nederland           |
| 1 punt    | Verenigd Koninkrijk |

1956 · 1957 · 1958 · 1959 · 1960 · 1961 · 1962 · 1963 · 1964 · 1965 · 1966 · 1967 · 1968 · 1969 · 1970 · 1971 · 1972 · 1973 · 1974 · 1975 · 1976 · 1977 · 1978 · 1979 · 1980 · 1981 · 1982 · 1983 · 1984 · 1985 · 1986 · 1987 · 1988 · 1989 · 1990 · 1991 · 1992 · 1993 · 1994-2023 · 2024 · 2025